# 然友
然友（?—?），战国时期滕国大夫。
滕定公去世。世子说自己在宋国曾经和孟子交谈，派然友去向孟子请教。孟子对然友说，曾子曰：生，事之以礼；死，葬之以礼，祭之以礼，可谓孝矣。诸侯之礼，自己没有学，他想然友介绍了三年之丧礼。然友回去复命，定为三年之丧礼。滕国的父老百官都不同意，认为鲁国、滕国的先君都没有实行过。世子又让然友去邹国请教孟子。孟子说这事不能强求别人，但是世子应该做好带头作用。上有好者，下必有甚焉者矣。君子之德，风也；小人之德，草也。草尚之风必偃。世子于是守丧五个月，没有其他命令和指示。父老官员都很认同，下葬时，世子表现的真诚悲伤，也让吊祭者很满意。